# بوچکاریوفکا (شهرستان چیشمینسکی، باشقیرستان)
بوچکاریوفکا (انگلیسی: Bochkaryovka, Chishminsky District, Republic of Bashkortostan) یک شهرک در شهرستان چیشمینسکی در استان باشقیرستان کشور روسیه است.